# Torneo Preolímpico Femenino de la CAF
El Torneo Preolímpico Femenino de la CAF es una competición de fútbol que sirve como calificación para  el torneo de Fútbol femenino de los Juegos Olímpicos de Verano.

## Palmarés
| Olimpíada | Torneo clasificatorio                         | N.º de plazas | Equipos calificados | Equipos calificados | Notas                                                                 |
| --------- | --------------------------------------------- | ------------- | ------------------- | ------------------- | --------------------------------------------------------------------- |
| 1996      | (Copa Mundial Femenina de Fútbol de 1995)     | N/A           | Ninguna             | Ninguna             | Los siete mejores equipos de la Copa del Mundo calificaron.           |
| 2000      | (Copa Mundial Femenina de Fútbol de 1999)     | N/A           | Nigeria             | Nigeria             | Los siete mejores equipos de la Copa del Mundo calificaron.           |
| 2004      | Torneo Preolímpico Femenino de la CAF de 2004 | 1             | Nigeria             | Nigeria             |                                                                       |
| 2008      | Torneo Preolímpico Femenino de la CAF de 2008 | 1.5           | Nigeria             | Nigeria             | El equipo en segundo lugar ( Ghana) perdió en la repesca ante Brasil  |
| 2012      | Torneo Preolímpico Femenino de la CAF de 2012 | 2             | Camerún             | Sudáfrica           |                                                                       |
| 2016      | Torneo Preolímpico Femenino de la CAF de 2016 | 2             | Sudáfrica           | Zimbabue            |                                                                       |
| 2020      | Torneo Preolímpico Femenino de la CAF de 2020 | 1.5           | Zambia              | Zambia              | El equipo en segundo lugar ( Camerún) perdió en la repesca ante Chile |
| 2024      | Torneo Preolímpico Femenino de la CAF de 2024 | 2             | Nigeria             | Marruecos           |                                                                       |

- Datos: Q20807100